# 1814 год в литературе

## Стихотворения
- «К другу стихотворцу» - первое стихотворение Александра Сергеевича Пушкина, опубликованное в печати.[1]

## Книги
- «Корсар» — повесть (третья «восточная поэма») Джорджа Байрона.
- «Золотой горшок» — повесть-сказка Э. Т. А. Гофмана.
- «Уэверли, или Шестьдесят лет назад» — первый роман Вальтера Скотта (опубликован анонимно).
- «Мэнсфилд-парк» — воспитательный роман Джейн Остин.

## Родились
- 8 января — Йоханнес Кнеппельхут, нидерландский писатель (умер в 1885).
- 25 февраля (9 марта) — Тарас Григорьевич Шевченко, украинский поэт и художник (умер в 1861).
- 24 апреля — Василий Антонович Инсарский, русский писатель-мемуарист (умер в 1883).
- 3 июня — Джон Уильям Кэй, британский военный писатель (умер в 1876).
- 17 августа – Эжен Тальбо, французский писатель
- 1 сентября — Джеймс Родерик О’Фланаган, ирландский писатель (умер в 1900).
- 15 октября — Михаил Юрьевич Лермонтов, русский поэт (умер в 1841).
- 17 октября — Яков Фёдорович Головацкий, украинский поэт, писатель, фольклорист (умер в 1888).
- Эжен Жан, бельгийский писатель и поэт (умер в 1881).
- Габриель Суме, французская писательница, поэтесса и драматург (умерла в 1886).

## Умерли
- 21 января — Жак Анри Бернарден де Сен-Пьер (Jacques Henri Bernardin de Saint-Pierre), французский писатель (родился в 1737).
- 27 февраля — Жюльен Луи Жоффруа, французский литературный критик (родился в 1743).
- 21 июня — Иоганн Мартин Миллер, немецкий писатель и поэт  (род. 1750).
- 17 октября — Самуил Романелли,  итальянский поэт и переводчик (родился в 1757
- 10 ноября — Эузебиуш Словацкий, польский поэт, драматург, переводчик; отец поэта Юлиуша Словацкого (родился в 1772 или 1773).
- 10 ноября — Жан-Луи Обер, французский поэт, баснописец, журналист и критик (родился в 1731).
- 5 декабря — Эварист Парни, французский поэт (родился в 1753).